# Chavanay
Chavanay est une commune française située dans le département de la Loire en région Auvergne-Rhône-Alpes.

## Géographie

### Situation et description
Chavanay est située dans l'aire urbaine de Vienne et dans son unité urbaine, dans le département de la Loire à la frontière avec l'Isère et à 50 km au sud de Lyon via l'A7.
Le village est implanté sur la rive droite du Rhône, dans la vallée homonyme, à une altitude moyenne de 150 mètres. Il est dominé à l’ouest par les contreforts du massif du Pilat, dont les pentes boisées et les coteaux viticoles dessinent un paysage vallonné typique du secteur. À l’est, la plaine alluviale du Rhône offre des terres plus plates, propices à l’agriculture maraîchère et à l’urbanisation.
Chavanay est traversée par la départementale D1086 (ancienne route nationale 86), axe structurant qui relie la commune à Vienne au nord (à environ 15 km) et à Saint-Pierre-de-Bœuf au sud. Elle est également desservie par la ligne ferroviaire Givors–Graix (aujourd'hui inactive), dont la gare, aujourd’hui désaffectée, fut autrefois un point stratégique pour le transport du vin.
La commune couvre une superficie de 15,18 km². Elle est composée de plusieurs hameaux et lieux-dits, tels que Le Grand Chavanay (centre-bourg), Le Petit Chavanay, Les Prairies, Le Grand-Val, Jassoux, Aux Gardes ou encore La Ribaudy. L’urbanisation est concentrée autour du centre historique, structuré autour de l’église Saint-Pierre, et s’étend progressivement vers les zones pavillonnaires et artisanales.
Chavanay se caractérise par un équilibre entre zones urbanisées, espaces naturels et surfaces agricoles. Elle constitue l’une des portes d’entrée du Parc naturel régional du Pilat, dont elle partage les paysages et les dynamiques territoriales. Elle fait également partie de l’aire d’appellation des vins AOC Condrieu et Saint-Joseph, et s’inscrit dans une tradition viticole multiséculaire qui marque fortement son identité.

### Communes limitrophes
Les communes limitrophes sont Saint-Alban-du-Rhône, Saint-Clair-du-Rhône, Saint-Maurice-l'Exil, Bessey, Chuyer, Malleval, Pélussin, Saint-Michel-sur-Rhône et Saint-Pierre-de-Bœuf.
| Chuyer          | Saint-Michel-sur-Rhône | Saint-Clair-du-Rhône Isère |
| Pélussin        | Chavanay               | Saint-Alban-du-Rhône Isère |
| Bessey Malleval | Saint-Pierre-de-Bœuf   | Saint-Maurice-l'Exil Isère |

### Géologie
La commune de Chavanay, située dans le département de la Loire (région Auvergne-Rhône-Alpes), repose sur un socle géologique complexe caractéristique des contreforts orientaux du Massif central, à la transition avec le couloir rhodanien. Cette position géographique particulière en fait une zone d’intérêt géologique notable, tant pour ses formations cristallines que pour son modelé quaternaire.
Contexte géologique général
Le territoire de Chavanay est principalement constitué de roches métamorphiques et cristallines, issues du socle hercynien du Massif central. On y trouve notamment des granites, des gneiss, des migmatites, ainsi que localement des amphibolites. Ce substratum constitue le socle de l’AOC Saint-Joseph, appellation viticole à laquelle appartient Chavanay .
À l’est de la commune, le Rhône a profondément incisé ce socle au cours des derniers millions d’années, créant des terrasses fluviales et des formations sédimentaires quaternaires, témoins des phases glaciaires et interglaciaires de l’ère cénozoïque.
Roches et formations principales
Le sous-sol de Chavanay se compose principalement :
de granite du Velay, au nord de l’aire communale,
de gneiss et migmatites, plus fréquents au sud et sur les pentes les plus raides,
d’arènes granitiques issues de l’altération chimique du socle,
de loess (limons éoliens) dans les zones plus basses, notamment dans les vallons protégés,
et d’alluvions récentes déposées par le Rhône ou ses affluents, visibles sur les terrasses fluviales et dans la plaine.
Ces formations ont une incidence directe sur la pédologie locale, favorisant le développement de sols pauvres mais bien drainés, propices à la culture de la Syrah et du Viognier en viticulture.
Histoire géomorphologique
L’histoire géologique récente de Chavanay est liée à plusieurs phénomènes majeurs :
Au Miocène, le retrait de la mer miocène laisse place à des dépôts de molasses continentales.
Durant la crise messinienne (~6 millions d’années), le Rhône connaît une incision profonde, formant un canyon aujourd’hui comblé.
Le Quaternaire est marqué par les cycles glaciaires qui façonnent terrasses et combe de versant, en particulier la combe du Montélier, site naturel d’observation géologique au sud de la commune.
Intérêt environnemental et viticole La diversité géologique de Chavanay a favorisé le développement d’un terroir viticole riche, intégré à l’appellation Saint-Joseph, notamment sur les coteaux en terrasses dominant le Rhône. Ces sols, bien drainés et pauvres en matières organiques, contraignent la vigne et favorisent la concentration aromatique des raisins.
En parallèle, la combe du Montélier constitue un site géologique et écologique protégé, offrant un aperçu pédagogique sur les processus d’érosion, de transport et de dépôt des sédiments depuis des millions d’années

### Climat
Pour des articles plus généraux, voir Climat d'Auvergne-Rhône-Alpes et Climat de la Loire.
En 2010, le climat de la commune est de type climat océanique altéré, selon une étude du Centre national de la recherche scientifique s'appuyant sur une série de données couvrant la période 1971-2000. En 2020, Météo-France publie une typologie des climats de la France métropolitaine dans laquelle la commune est dans une zone de transition entre le climat semi-continental et le climat de montagne et est dans la région climatique  Nord-est du Massif Central, caractérisée par une pluviométrie annuelle de 800 à 1 200 mm, bien répartie dans l’année.
Pour la période 1971-2000, la température annuelle moyenne est de 12,4 °C, avec une amplitude thermique annuelle de 18 °C. Le cumul annuel moyen de précipitations est de 785 mm, avec 8,4 jours de précipitations en janvier et 5,7 jours en juillet. Pour la période 1991-2020, la température moyenne annuelle observée sur la station météorologique de Météo-France la plus proche, « Reventin », sur la commune de Reventin-Vaugris à 10 km à vol d'oiseau, est de 12,9 °C et le cumul annuel moyen de précipitations est de 775,7 mm,. Pour l'avenir, les paramètres climatiques de la commune estimés pour 2050 selon différents scénarios d'émission de gaz à effet de serre sont consultables sur un site dédié publié par Météo-France en novembre 2022.

### Hydrographie
La partie d'orientale du territoire communal est bordée par le Rhône.

### Voies de communication
Chavanay bénéficie d’une situation géographique stratégique en bordure du Rhône, ce qui en fait un carrefour de circulation important entre les agglomérations de Vienne, Annonay et Saint-Étienne. La commune est traversée par la route départementale D1086, un axe structurant qui longe le fleuve et relie Vienne à Annonay.
Ce tronçon supporte un trafic moyen d’environ 13 000 véhicules par jour, dont près de 6 700 traversent directement le centre-bourg. À cela s’ajoute la route départementale D7 (ancienne RN 7), également très fréquentée, avec entre 5 000 et 6 500 véhicules par jour, parmi lesquels de nombreux poids lourds. Ces volumes de circulation provoquent une saturation régulière, notamment aux heures de pointe, où les ralentissements sont fréquents.
Le cœur du village, étroit et bordé de trottoirs peu larges, accentue les conflits d’usage entre automobilistes, piétons et cyclistes, et fait de la traversée de Chavanay un point noir reconnu de la circulation locale. Des élus parlent même d’un trafic « à saturation », et les projections estiment une augmentation pouvant aller jusqu’à 9 000 véhicules par jour sur la RD7 à l’horizon 2030.Face à ces difficultés, plusieurs projets ont été engagés ou envisagés. Depuis 2015, des études sont menées pour créer un contournement du centre-bourg ou, à défaut, installer un giratoire à la sortie de la caserne des pompiers.
La commune est traversée par la ViaRhôna, célèbre voie verte cyclable qui relie le lac Léman à la Méditerranée et attire chaque année un flux important de cyclotouristes. Pour encourager le covoiturage, plusieurs aires ont été aménagées, notamment près du pressoir et du stade, offrant une quarantaine de places destinées aux trajets partagés. Enfin, Chavanay reste connectée aux pôles urbains par les transports en commun, notamment grâce au réseau TIL (Transports Interurbains de la Loire) qui assure des liaisons vers Vienne, Annonay, Saint‑Étienne et d'autres communes voisines.
L'accès ferroviaire le plus proche se fait via la gare de Saint‑Clair–Les Roches, située à une dizaine de kilomètres, sur la ligne Lyon–Valence.

## Urbanisme

### Typologie
Au 1er janvier 2024, Chavanay est catégorisée bourg rural, selon la nouvelle grille communale de densité à sept niveaux définie par l'Insee en 2022.
Elle appartient à l'unité urbaine de Vienne, une agglomération inter-départementale regroupant 25  communes, dont elle est une commune de la banlieue,,. Par ailleurs la commune fait partie de l'aire d'attraction de Lyon, dont elle est une commune de la couronne,. Cette aire, qui regroupe 397 communes, est catégorisée dans les aires de 700 000 habitants ou plus (hors Paris),.

### Occupation des sols
L'occupation des sols de la commune, telle qu'elle ressort de la base de données européenne d’occupation biophysique des sols Corine Land Cover (CLC), est marquée par l'importance des territoires agricoles (62,5 % en 2018), en augmentation par rapport à 1990 (60,7 %). La répartition détaillée en 2018 est la suivante : 
cultures permanentes (37,8 %), zones agricoles hétérogènes (17,4 %), forêts (15,1 %), zones urbanisées (10,5 %), eaux continentales (6,4 %), terres arables (5 %), milieux à végétation arbustive et/ou herbacée (3,6 %), prairies (2,3 %), zones industrielles ou commerciales et réseaux de communication (1,9 %). L'évolution de l’occupation des sols de la commune et de ses infrastructures peut être observée sur les différentes représentations cartographiques du territoire : la carte de Cassini (XVIIIe siècle), la carte d'état-major (1820-1866) et les cartes ou photos aériennes de l'IGN pour la période actuelle (1950 à aujourd'hui).

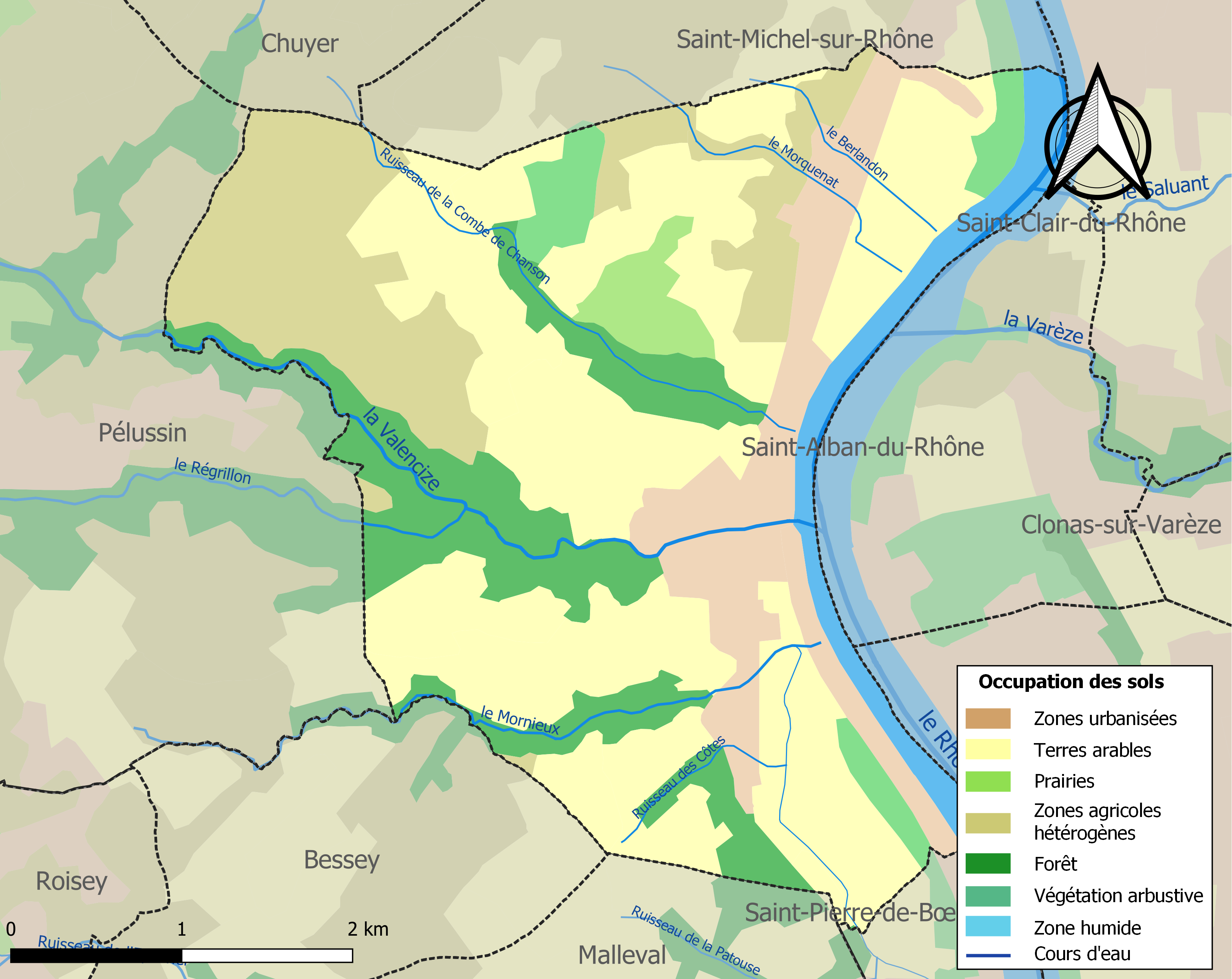
Carte des infrastructures et de l'occupation des sols de la commune en 2018 (CLC).

## Toponymie
Dès 902, la ville est mentionnée sous le vocable Cabannacus, dont l'origine gauloise ne fait aucun doute. Ce nom pourrait venir du gaulois cavannos, désignant le hibou, ou du nom propre Cavanus auquel s'est ajouté le suffixe -acum.

## Histoire
Chavanay, située sur la rive droite du Rhône, bénéficie d’une histoire riche et pluriséculaire, marquée par son implantation géographique stratégique entre Lyon et Saint-Étienne. Des vestiges gallo-romains retrouvés aux alentours attestent d’une occupation ancienne, probablement liée à une voie romaine traversant la région, qui facilitait les échanges et la circulation dès l’Antiquité.
Au Moyen Âge, la commune se développe autour de son terroir viticole, qui constitue rapidement le cœur de son identité économique et culturelle. Les coteaux granitiques du Pilat favorisent la plantation de vignes, et les vignerons locaux deviennent des acteurs incontournables de la vie du village. Ce rôle est renforcé par les nombreuses familles de vignerons, qui se transmettent leur savoir-faire de génération en génération, contribuant à l’essor des appellations Saint-Joseph et Condrieu.
Le village est également marqué par son héritage seigneurial, avec plusieurs familles influentes du duché de Forez ayant exercé leur autorité sur le territoire. Chavanay n’échappe pas aux tumultes des guerres de religion au XVIe siècle, période pendant laquelle il subit des destructions partielles, avant de se relever grâce à la ténacité de ses habitants.
Au XIXe siècle, l’arrivée du chemin de fer reliant Lyon à Saint-Étienne transforme la dynamique locale. La gare à proximité facilite le transport des vins et des productions agricoles vers les grandes villes, intégrant Chavanay dans un réseau commercial en pleine expansion. C’est également à cette époque que le pont historique en pierre est construit, un ouvrage majeur reliant les deux rives du Rhône, favorisant les échanges économiques et humains.
Toutefois, la commune doit faire face aux caprices du Rhône, un fleuve connu pour ses crues dévastatrices. Les inondations de 1856, 1930 et plus récemment celles de 2024 ont occasionné des dommages importants, notamment la destruction partielle du pont historique. Ces événements ont conduit à la mise en place progressive de digues, ainsi qu’à la reconstruction et au renforcement des infrastructures pour mieux résister aux aléas naturels.
Un autre épisode marquant du XXe siècle est le déraillement, le 3 décembre 1990, d’un train transportant 22 wagons d’hydrocarbures en plein centre du village. L’accident provoqua un incendie majeur qui ravagea une large zone, mobilisant intensément les secours et bouleversant la vie locale. Cette tragédie souligna la nécessité de renforcer la sécurité autour du transport de matières dangereuses.
Enfin, au XIXe siècle, Chavanay fut durement touchée par la crise du phylloxéra, un puceron ravageur qui anéantit une grande partie des vignobles. Cette catastrophe obligea les vignerons à adopter des pratiques innovantes, notamment le greffage sur porte-greffes américains, permettant la renaissance progressive de la viticulture locale et le maintien de la réputation de ses vins.

## Politique et administration

### Tendances politiques et résultats
Le maire sortant ne s'est pas représenté aux élections municipales de 2014 ; Patrick Metral a été élu au premier tour avec 62,69 % des voix, battant Daniel Guillot. Le taux de participation est de 67,05 %. Le conseil municipal est composé de 23 membres dont 4 sont élus au conseil communautaire.

### Liste des maires
| Période                                  | Période                   | Identité                                      | Étiquette | Qualité  |
| ---------------------------------------- | ------------------------- | --------------------------------------------- | --------- | -------- |
| Les données manquantes sont à compléter. |                           |                                               |           |          |
| 1964                                     | mars 1989                 | Victor Pilon                                  |           |          |
| mars 1989                                | mars 2014                 | Édouard Roche                                 |           |          |
| mars 2014                                | En cours (au 25 mai 2020) | Patrick Metral Réélu pour le mandat 2020-2026 | SE        | Retraité |

### Jumelage
La ville est jumelée depuis 1994 avec la ville allemande de Buchholz

## Verlieu
Verlieu est un hameau de la commune de Chavanay, situé dans le département de la Loire, en région Auvergne-Rhône-Alpes. Il s'étend à flanc de coteaux, surplombant la vallée du Rhône, et se distingue par son patrimoine architectural, son histoire religieuse et son ancrage viticole.
Histoire
Ancien village à part entière avant d’être intégré administrativement à Chavanay, Verlieu possède une forte identité propre. Il est mentionné dès le Moyen Âge autour d’un prieuré relevant de l’abbaye de Cluny, qui lui confère un rôle spirituel et économique notable dans la région.
Dès l’époque moderne, Verlieu développe une activité agricole, principalement tournée vers la vigne, grâce à des terroirs de coteaux propices aux grands cépages rhodaniens. Ce développement se poursuit au XIXᵉ siècle avec la consolidation de structures locales : une église, une école, et des services de proximité, ce qui renforce son autonomie de fait.
Volontés d’autonomie
À plusieurs reprises dans son histoire, notamment aux XIXᵉ et XXᵉ siècles, Verlieu a exprimé le souhait de devenir une commune indépendante, estimant remplir les critères nécessaires à une vie communale autonome : présence d’une église, d’une école, d’un noyau villageois structuré et d’une vie locale distincte.
Cependant, ces demandes n’ont jamais abouti, et Verlieu est resté un hameau intégré à Chavanay, malgré une certaine forme de rivalité historique et un sentiment d’identité propre toujours vivace.
Patrimoine et typicité
Verlieu conserve un patrimoine rural typique, fait de maisons vigneronnes en pierre, de ruelles étroites et de murets en pierre sèche. Son église, son ancienne école et ses caves témoignent d’un riche passé local. Il abrite également la source de Verlieu, qui alimente une partie de la commune.
Situé sur les hauteurs, le hameau domine des vignobles en terrasses faisant partie des appellations Condrieu et Saint-Joseph, et constitue une halte appréciée des promeneurs et amateurs d’œnotourisme.

## Sport

### Infrastructures sportives
Le principal équipement sportif de la commune est le Complexe Sportif des Prairies, qui comprend une salle polyvalente adaptée à la pratique du basket-ball, volley-ball, badminton, tennis et arts martiaux. Plusieurs terrains extérieurs y sont également accessibles, notamment des terrains de football, des courts de tennis, un terrain de volley et un boulodrome destiné à la pétanque.

### Associations et disciplines sportives
L’Association Sportive (AS) Chavanay Football constitue le club majeur en football, proposant des équipes de jeunes et seniors évoluant au niveau régional. L’AS Chavanay Basket, fondée dans les années 1960, organise la pratique du basket-ball pour toutes les catégories d’âge, participant aux championnats départementaux et régionaux.
Le Volley Club Chavanois offre quant à lui une pratique du volley-ball pour jeunes et adultes, tandis que l’Association Chavanoise de Tennis dispense des cours et organise des tournois pour tous niveaux. Les arts martiaux sont représentés par le club Judo Pilat Rhodanien, proposant du judo, jujitsu et taïso avec une présence active en compétition.
D’autres disciplines comme le handball, le badminton, la pétanque ainsi que des activités de fitness et de bien-être (yoga, gym douce, marche) complètent l’offre locale. La commune abrite aussi des clubs dédiés aux sports mécaniques.

### Sports de nature et plein air
Grâce à sa proximité avec le Parc naturel régional du Pilat, Chavanay favorise la pratique des sports de nature. De nombreux sentiers de randonnée, parcours de trail et espaces verts permettent aux habitants et visiteurs de s’adonner à la course à pied, à la marche et à la découverte du territoire.

## Population et société

### Démographie
L'évolution du nombre d'habitants est connue à travers les recensements de la population effectués dans la commune depuis 1793. Pour les communes de moins de 10 000 habitants, une enquête de recensement portant sur toute la population est réalisée tous les cinq ans, les populations de référence des années intermédiaires étant quant à elles estimées par interpolation ou extrapolation. Pour la commune, le premier recensement exhaustif entrant dans le cadre du nouveau dispositif a été réalisé en 2008.

En 2022, la commune comptait 2 886 habitants, en évolution de −0,03 % par rapport à 2016 (Loire : +1,32 %, France hors Mayotte : +2,11 %).
| 1793  | 1800  | 1806  | 1821  | 1831  | 1836  | 1841  | 1846  | 1851  |
| ----- | ----- | ----- | ----- | ----- | ----- | ----- | ----- | ----- |
| 1 815 | 1 612 | 1 930 | 1 719 | 1 772 | 1 925 | 1 821 | 1 809 | 1 819 |

| 1856  | 1861  | 1866  | 1872  | 1876  | 1881  | 1886  | 1891  | 1896  |
| ----- | ----- | ----- | ----- | ----- | ----- | ----- | ----- | ----- |
| 1 702 | 1 780 | 1 737 | 1 703 | 1 746 | 1 688 | 1 688 | 1 637 | 1 681 |

| 1901  | 1906  | 1911  | 1921  | 1926  | 1931  | 1936  | 1946  | 1954  |
| ----- | ----- | ----- | ----- | ----- | ----- | ----- | ----- | ----- |
| 1 708 | 1 673 | 1 629 | 1 533 | 1 546 | 1 632 | 1 600 | 1 510 | 1 603 |

| 1962  | 1968  | 1975  | 1982  | 1990  | 1999  | 2006  | 2008  | 2013  |
| ----- | ----- | ----- | ----- | ----- | ----- | ----- | ----- | ----- |
| 1 645 | 1 710 | 1 666 | 1 857 | 2 071 | 2 288 | 2 679 | 2 790 | 2 848 |

| 2018  | 2022  | - | - | - | - | - | - | - |
| ----- | ----- | - | - | - | - | - | - | - |
| 2 883 | 2 886 | - | - | - | - | - | - | - |

## Culture et patrimoine

### Lieux et monuments
- Église Saint-Phillippe de Verlieux.

#### L'église Sainte-Agathe
La première mention de l'église de Chavanay date de 902, sous le vocable saint Jean-Baptiste, nom qu'elle gardera jusqu'au XVIIIe siècle, date à laquelle elle sera dédiée à sainte Agathe.
En 1567, Jean de Fay, seigneur de Virieu et Chavanay se range du côté de la Réforme et rejoint une expédition visant à prendre Lyon. À la suite de l'échec de la tentative, lors de son retour, il incendie une partie de l'église de Chavanay. Bien qu'en partie brûlée, les offices ne s'arrêtent pas, mais il faudra attendre 1672 pour voir sa réfection (la charpente actuelle date de cette époque). Quant à la croix qui orne son fronton, elle date de 1692, ce qui fait d'elle la plus ancienne du canton.

#### La chapelle du Calvaire
La chapelle du Calvaire, située dans la montée de Ribaudy est érigée en 1724 puis laissée à l'abandon. En 2000 une association se constitue afin de procéder à sa restauration et fait l'objet d'un reportage télévisé sur Tf1.
Elle est située sur la via Gebennensis (route de Genève), lieu de passage de Genève au Puy des pèlerins se rendant à Saint-Jacques-de-Compostelle.

#### La Madone de l'Izerat
- Statue monumentale en pierre de Volvic, érigée en 1861 au hameau d’Izerat, haute de 17 m incluant la colonne ; restaurée en 1997 après avoir été frappée par la foudre, avec l’aide de l’association Les Amis de la Madone

#### Bourg médiéval et vestiges
- Chavanay conservait une disposition circulaire typique d’une place forte médiévale, transformée au XIVᵉ siècle par Renaud de Forez ; On y trouve encore des vestiges de remparts, fenêtres à meneaux, ruelles étroites, une ancienne cure et une tour historique, aujourd’hui reconvertie en gîte ou salle de réunion.

### Personnalités liées à la commune
- Auguste Barthélemy Langlois (1832-1900), botaniste, né à Chavanay.
- Jean-Pierre Camus (1584–1652) ,évêque de Belley, écrivain spirituel et moraliste du XVIIe siècle, proche de saint François de Sales. Il fut seigneur de Chavanay et marqua la vie religieuse et intellectuelle de son temps par son abondante production littéraire, mêlant récits édifiants et réflexions théologiques.
- Jean-Claude Mandouze (1916–2006) ; intellectuel catholique engagé, spécialiste de saint Augustin, professeur d’université et journaliste. Bien qu’il ait surtout exercé à Paris et en Algérie, il a résidé ponctuellement à Chavanay dans les années 1950, où il a écrit plusieurs textes spirituels.
- Pierre Vial (né en 1942) : Historien médiéviste et figure controversée du courant identitaire en France. Il a résidé un temps à Chavanay, bien que sa notoriété soit principalement liée à son engagement idéologique.
- Didier Chol (né à Chavanay) est un auteur et historien local reconnu pour ses travaux sur l’histoire de la commune et de sa région. Passionné par le patrimoine local, il a publié plusieurs ouvrages majeurs, dont Recherches historiques sur Chavanay, qui restent une référence pour la connaissance du passé de la commune. Son travail contribue à la valorisation et à la transmission de la mémoire locale[38].